# Eremogryllinae
Eremogryllinae es una subfamilia de insectos ortópteros caelíferos perteneciente a la familia Acrididae. 

## Géneros
Según Orthoptera Species File (1} abril de 2010):
- Eremogryllus Krauss, 1902
- Notopleura Krauss, 1902